# Каменка (Бериславский район)
Каменка (укр. Кам'янка) — село в Кочубеевской сельской общине Бериславского района Херсонской области Украины.
Почтовый индекс — 74010. Телефонный код — 5535.

## Население
Население по переписи 2001 года составляло 91 человек.

### Языковой состав
Родной язык населения по данным переписи 2001 года:
| Язык       | Численность, чел. | Доля     |
| ---------- | ----------------- | -------- |
| Украинский | 84                | 92,31 %  |
| Русский    | 7                 | 7,69 %   |
| Итого      | 91                | 100,00 % |